# Raïon de Liozna
Le raïon de Liozna (en biélorusse : Лёзьненскі раён et en russe : Лиозненский район, Lioznenski raïon) est une subdivision de la voblast de Vitebsk, en Biélorussie. Son centre administratif est la commune urbaine de Liozna.

## Géographie
Le raïon couvre une superficie de 1 417,63 km2, dans l'est de la voblast. Le raïon de Liozna est limité au nord par la raïon de Vitebsk, à l'est par la Russie (oblast de Smolensk), au sud par le raïon de Doubrowna et le raïon d'Orcha, et à l'ouest par le raïon de Sianno

## Histoire
Le raïon fut créé le 17 juillet 1924. Il fit d'abord partie de l'okroug de Vitebsk jusqu'à sa suppression en juillet 1930. Le raïon fut alors directement subordonné à la RSS de Biélorussie. Le 15 janvier 1938, il fut rattaché à la nouvelle voblast de Vitebsk.

## Population

### Démographie
Les résultats des recensements de la population (*) font apparaître une diminution continue de la population depuis 1959.
| 1959*  | 1970*  | 1979*  | 1989*  | 1999*  | 2009*  |
| ------ | ------ | ------ | ------ | ------ | ------ |
| 31 717 | 28 848 | 25 201 | 23 509 | 21 850 | 17 659 |

### Nationalités
Selon les résultats du recensement de 2009, la population du raïon se composait de trois nationalités principales :
- 86,66 % de Biélorusses ;
- 10,74 % de Russes ;
- 1,22 % d'Ukrainiens.

### Langues
En 2009, la langue maternelle était le biélorusse pour 65,62 % des habitants du raïon de Liozna et le russe pour 33,18 %. Le biélorusse était parlé à la maison par 29,5 % de la population et le russe par 69,81 %.